# Park Kulturowy Miasta Końskie
Park Kulturowy Miasta Końskie – park kulturowy powstały w 2006 roku za sprawą uchwały Rady Miejskiej w Końskich. Obiekt leży w zasięgu Miejscowego planu zagospodarowania przestrzennego gminy Końskie
Elementy będące pod ochroną parku:
- ulica Piłsudskiego wraz z rynkiem
  - rynek chroniony jest ze względu na ciekawy układ urbanistyczny oraz kamienice z XVIII i XIX wieku.
- park miejski z XVII wieku, z zabytkową zabudową:
  - zespół pałacowy – wybudowany w 2 połowie XVIII wieku, który obecnie jest siedzibą Urzędu miasta i gminy Końskie
  - oranżeria egipska – z 1825 roku, nawiązująca do świątyń starożytnego Egiptu
  - świątynia grecka – z początku XIX wieku, wybudowana w nurcie klasycystycznym, wzorowana na antycznych świątyniach greckich
  - Kapliczka Matki Boskiej – z 1840 roku, neogotycka
  - Glorietta – neoklasycystyczna budowla ogrodowa z 3 jońskimi kolumnami
  - Domek „wnuczętów” – obiekt zbudowany w stylu neogotyckim przed połową XIX wieku
- część starej zabudowy między ulicą Browarną a Południową